# Bathyphantes alascensis
Bathyphantes alascensis là một loài nhện trong họ Linyphiidae.
Loài này thuộc chi Bathyphantes. Bathyphantes alascensis được Richard C. Banks miêu tả năm 1900.